# Cantù
Cantù (Cantü trong tiếng Lombard) là một thành phố ở tỉnh Como, tọa lạc ở trung tâm của vùng Brianza ở Lombardia. Đây là thành phố lớn thứ nhì Brianza.